# Lyramaia
Lyramaia is een geslacht van kreeftachtigen uit de klasse van de Malacostraca (hogere kreeftachtigen).

## Soort
- Lyramaia elegans (Haswell, 1881)